# Gaozhuang (köping i Kina, Shandong, lat 35,81, long 118,24)
Gaozhuang (kinesiska: 高庄镇, 高庄) är en köping i Kina. Den ligger i provinsen Shandong, i den östra delen av landet, omkring 150 kilometer sydost om provinshuvudstaden Jinan.
Genomsnittlig årsnederbörd är 938 millimeter. Den regnigaste månaden är juli, med i genomsnitt 328 mm nederbörd, och den torraste är januari, med 6 mm nederbörd.